# Park Yoo-na
Park Yoo-na, née le 23 décembre 1997, est une actrice sud-coréenne. Elle est surtout connue pour ses rôles dans les séries télévisées Sky Castle (2018-2019), Hotel del Luna (2019) et True Beauty (2020-2021).

## Biographie
Depuis août 2023, elle a un accord avec YG Entertainment.
Elle avait été intégrée dans Hanlim Multi Art School.[réf. nécessaire]

## Filmographie
- 2015 : Cheer Up! : Kim Kyung-eun[1]
- 2015-2016 : Six Flying Dragons
- 2017 : Stranger : Kwon Min-ah / Kim Ga-yeong[2]
- 2017 : The Package : Na Hyun
- 2018 : My ID is Gangnam Beauty : Yoo-eun[3]
- 2018 : Drama Special : Joo Young-joo
- 2018-2019 : Sky Castle : Cha Se-ri
- 2019 : Two Hearts : Yoo Seon-woo
- 2019 : Hotel Del Luna : Lee Mi-Ra / Princesse Song-hwa
- 2020-2021 : True Beauty : Kang Soo-jin[4]
- 2021 : White Day: School of Demon Exorcism : So-young

## Liens
https://k-gen.fr/park-yoo-na-signe-chez-yg-entertainment/
https://www.nautiljon.com/people/park+yu+na+(actrice).html